# DDR's grænsestyrker
DDRs grænsestyrker var en militær enhed i DDR som havde til opgave at overvåge DDRs grænser. Enheden blev oprettet i 1946 under betegnelsen Deutsche Grenzpolizei, og blev senere kendt som Grenztruppen der DDR.
Før Tysklands genforening havde grænsestyrkerne 47.000 ansatte. De allerfleste styrker var koncentreret ved grænsen mod Vesttyskland. Grænsestyrkerne vogtede bl.a. Berlinmuren.
Det er ikke kendt hvor mange flygtninge som blev dræbt af DDRs grænsestyrker. Arbeitsgemeinschaft 13. August regner med 1.200 dødsofre, mens statsadvokaten i Berlin har beviser for 125 dødsfald og efterforsker yderligere 85.

## Chefer for DDRs grænsestyrker
- 1952 Richard Smolorz
- 1952–1955 Hermann Gartmann
- 1955–1957 Heinrich Stock
- 1957 Hermann Gartmann
- 1957–1960 Paul Ludwig
- 1960–1979 Generaloberst Erich Peter
- 1979–1990 Generaloberst Klaus-Dieter Baumgarten
- 1990 Generalmajor Dieter Teichmann